# Washington County (Utah)
Das Washington County im Bundesstaat Utah der Vereinigten Staaten hatte bei der Volkszählung 2020 des U.S. Census Bureau eine Einwohnerzahl von 180.279. Der Sitz der Countyverwaltung (County Seat) ist St. George.

## Geographie
Das Washington County hat eine Fläche von 6293 Quadratkilometern, davon sind 8 Quadratkilometer Wasserfläche. Es grenzt im Uhrzeigersinn an die Countys: Iron County, Kane County, Mohave County (Arizona) und Lincoln County (Nevada). Im östlichen Teil des Countys liegt ein Teil des Zion-Nationalparks.
Das County wird vom Office of Management and Budget zu statistischen Zwecken als St. George, UT Metropolitan Statistical Area geführt.

## Geschichte
Das County wurde im Jahre 1852 gegründet, es hat seinen Namen nach dem ersten Präsidenten der Vereinigten Staaten, George Washington, erhalten.

## Demografische Daten

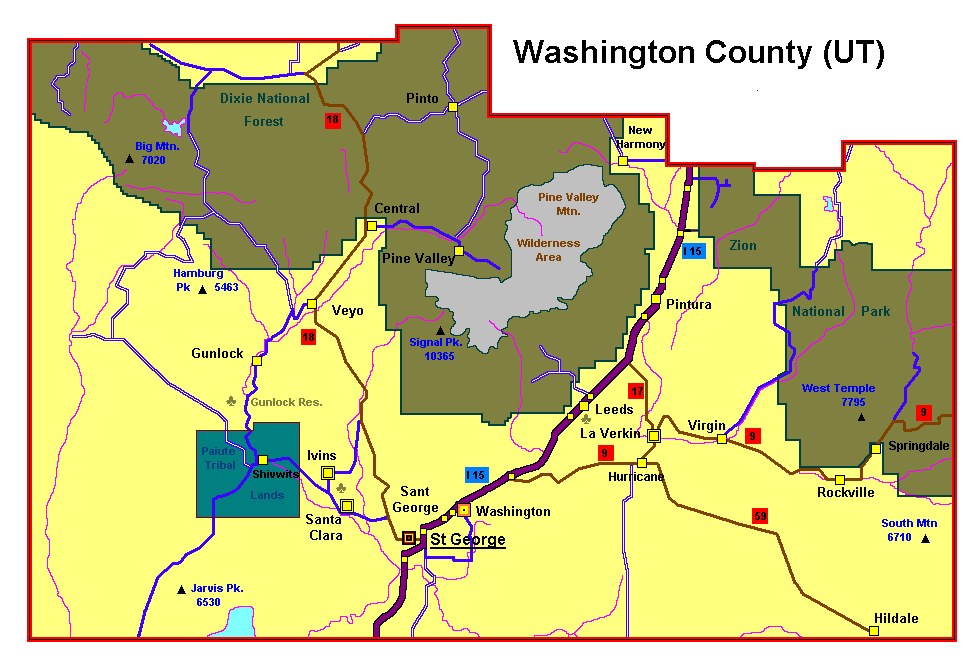
Washington County (UT), Details

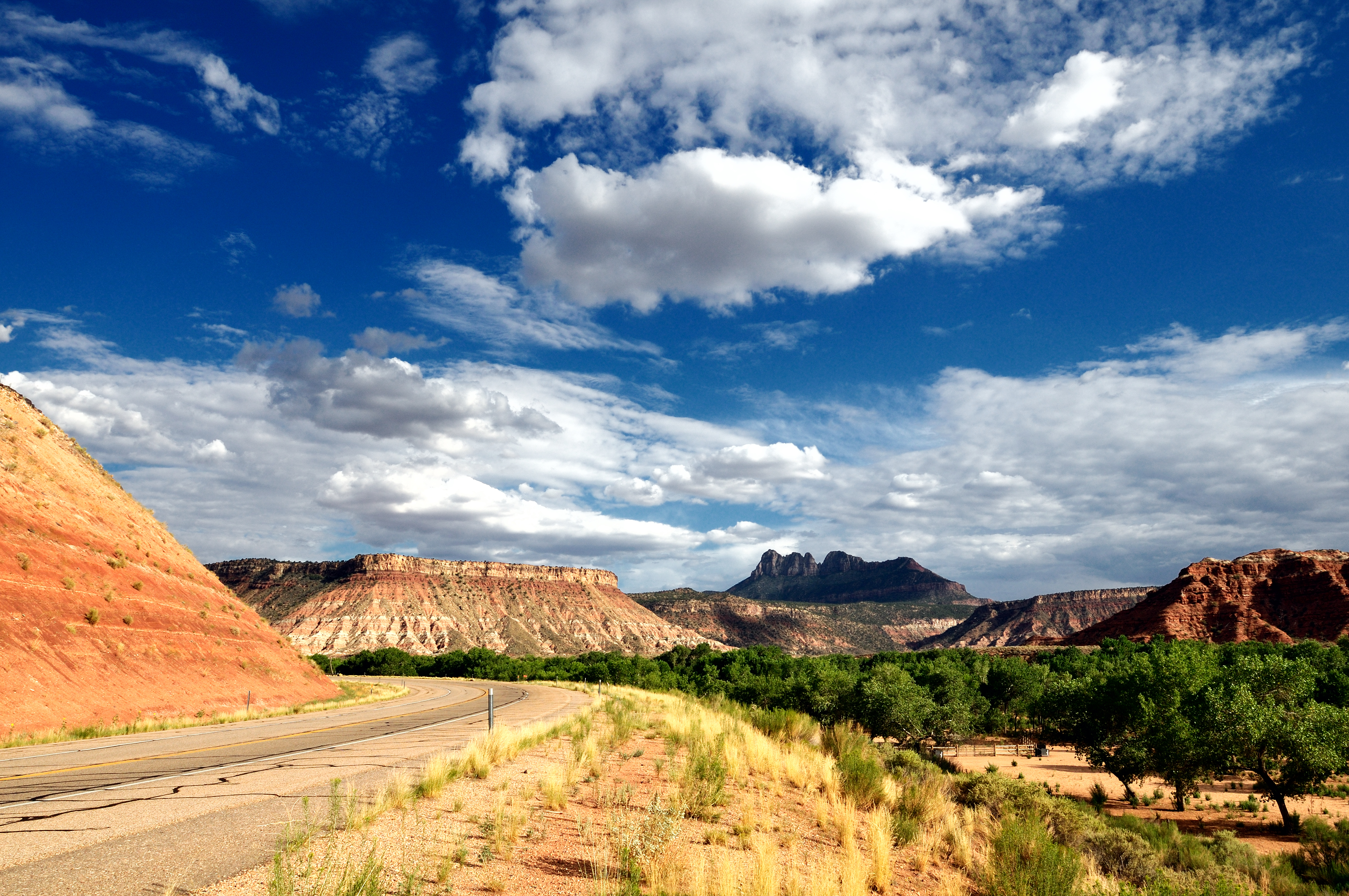
Straße zum Zion-Nationalpark

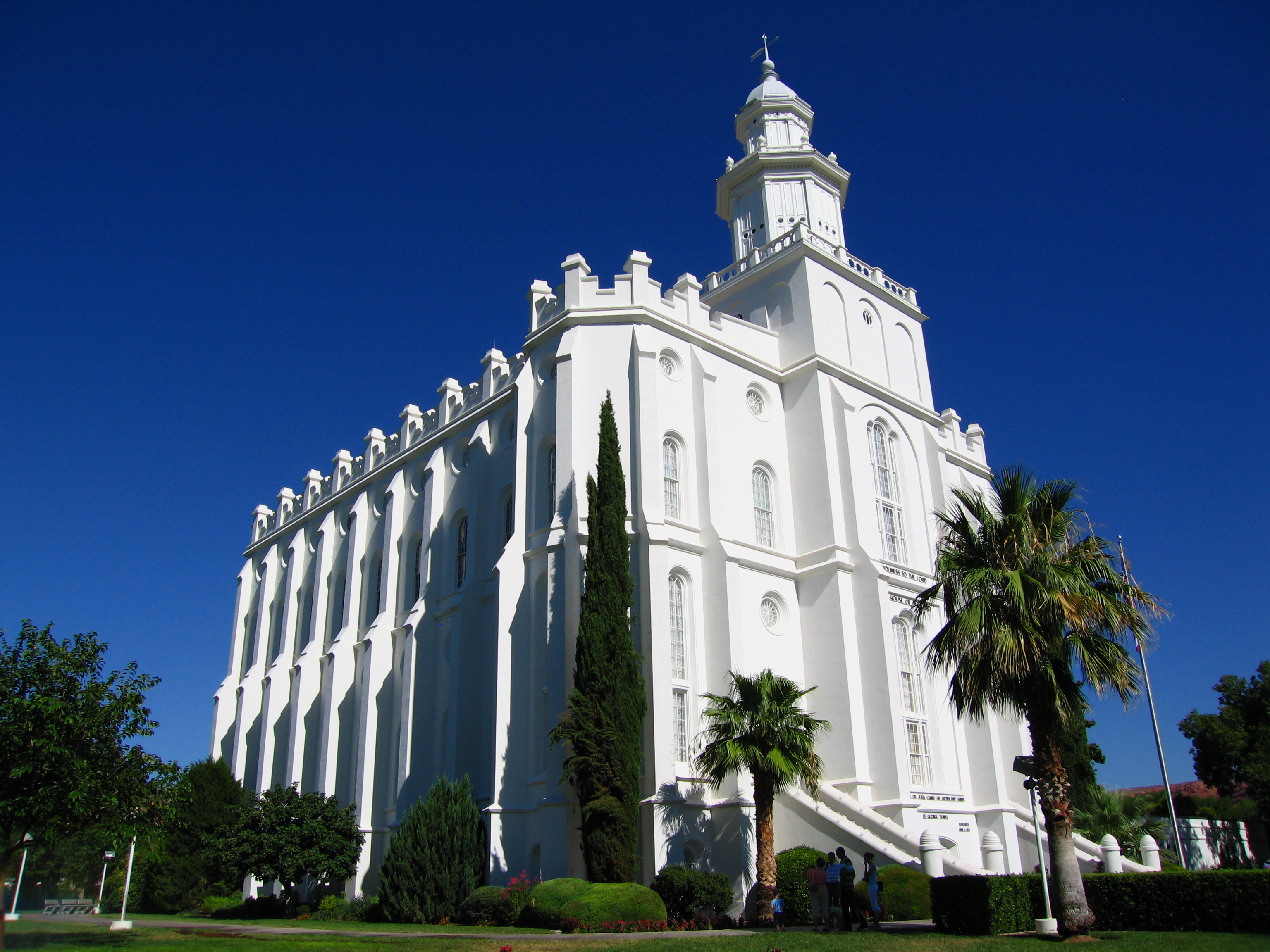
Mormonentempel in St. George, ältester noch heute in Betrieb befindlicher Tempel der Heiligen der Letzten Tage, gelistet unter St. George Temple im NRHP mit der Nr. 77001325

Nach der Volkszählung im Jahr 2000 lebten im Washington County 90.354 Menschen. Es gab 29.939 Haushalte und 23.442 Familien. Die Bevölkerungsdichte betrug 14 Einwohner pro Quadratkilometer. Ethnisch betrachtet setzte sich die Bevölkerung zusammen aus 93,57 % Weißen, 0,21 % Afroamerikanern, 1,47 % amerikanischen Ureinwohnern, 0,45 % Asiaten, 0,42 % Bewohnern aus dem pazifischen Inselraum und 2,24 % aus anderen ethnischen Gruppen; 1,65 % stammten von zwei oder mehr ethnischen Gruppen ab. 5,23 % der Bevölkerung waren spanischer oder lateinamerikanischer Abstammung.
Von den 29.939 Haushalten hatten 37,10 % Kinder und Jugendliche unter 18 Jahre, die bei ihnen lebten. 67,60 % waren verheiratete, zusammenlebende Paare, 8,00 % waren allein erziehende Mütter. 21,70 % waren keine Familien. 17,50 % waren Singlehaushalte und in 8,90 % lebten Menschen im Alter von 65 Jahren oder darüber. Die Durchschnittshaushaltsgröße betrug 2,97 und die durchschnittliche Familiengröße lag bei 3,36 Personen.
Auf das gesamte County bezogen setzte sich die Bevölkerung zusammen aus 31,20 % Einwohnern unter 18 Jahren, 11,60 % zwischen 18 und 24 Jahren, 22,40 % zwischen 25 und 44 Jahren, 17,80 % zwischen 45 und 64 Jahren und 17,00 % waren 65 Jahre alt oder darüber. Das Durchschnittsalter betrug 31 Jahre. Auf 100 weibliche Personen kamen 97,30 männliche Personen, auf 100 Frauen im Alter ab 18 Jahren kamen statistisch 94,40 Männer.
Das jährliche Durchschnittseinkommen eines Haushalts betrug 37.212 USD, das Durchschnittseinkommen der Familien betrug 41.845 USD. Männer hatten ein Durchschnittseinkommen von 31.275 USD, Frauen 20.856 USD. Das Prokopfeinkommen betrug 15.873 USD. 11,20 % der Bevölkerung und 7,70 % der Familien lebten unterhalb der Armutsgrenze. 14,60 % davon waren unter 18 Jahre und 4,20 % waren 65 Jahre oder älter.
Seit der Volkszählung des Jahres 1970 hat sich die Bevölkerung des Countys gut verzehnfacht.

## Städte und Orte
- Anderson Junction
- Apple Valley
- Atkinville
- Big Plain Junction
- Bloomington
- Central
- Dammeron Valley
- Enterprise
- Gunlock
- Harrisburg
- Harrisburg Junction
- Hildale
- Hurricane
- Ivins
- LaVerkin
- Leeds
- Middleton
- Motoqua
- New Harmony
- Pine Valley
- Pintura
- Rockville
- Saint George
- Santa Clara
- Shem
- Shivwits
- Shunesburg
- Springdale
- Toquerville
- Veyo
- Virgin
- Washington
- Zion Lodge

### Geisterstädte
Duncan’s Retreat |
Grafton |
Hebron |
Silver Reef